# Скважина

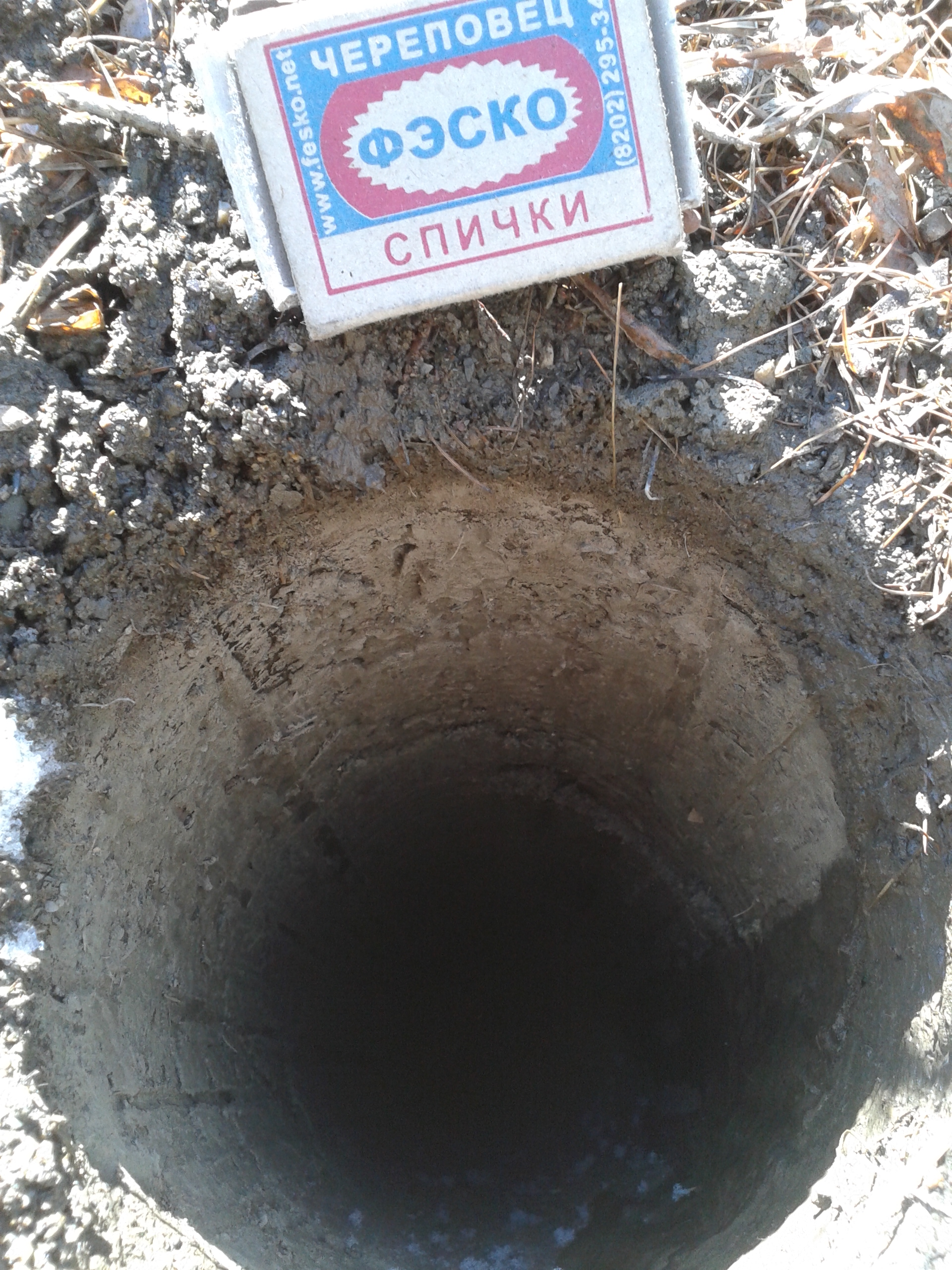
Устье мелкой необсаженной скважины

Скважина — горная выработка круглого сечения, пробурённая с поверхности земли или с подземной выработки без доступа человека к забою под любым углом к горизонту, диаметр которой намного меньше её глубины. Бурение скважин проводят с помощью специального бурового оборудования.
Различают вертикальные, горизонтальные, наклонные скважины. Начало скважины называется её устьем, дно — забоем, внутренняя боковая поверхность — стенками. Диаметры скважин колеблются от 25 мм до 3 метров. Скважины могут иметь боковые стволы (БС), в том числе горизонтальные (БГС).
Некоторые виды скважин:
1. Газовые
2. Нефтяные
3. Добывающие
4. Нагнетательные
5. Специальные
6. Вспомогательные
7. Геологоразведочные

## Сверхглубокие скважины

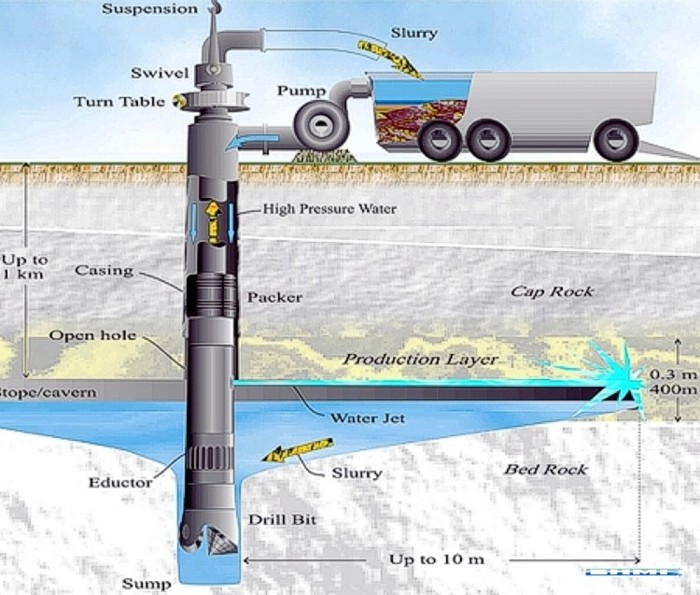
.

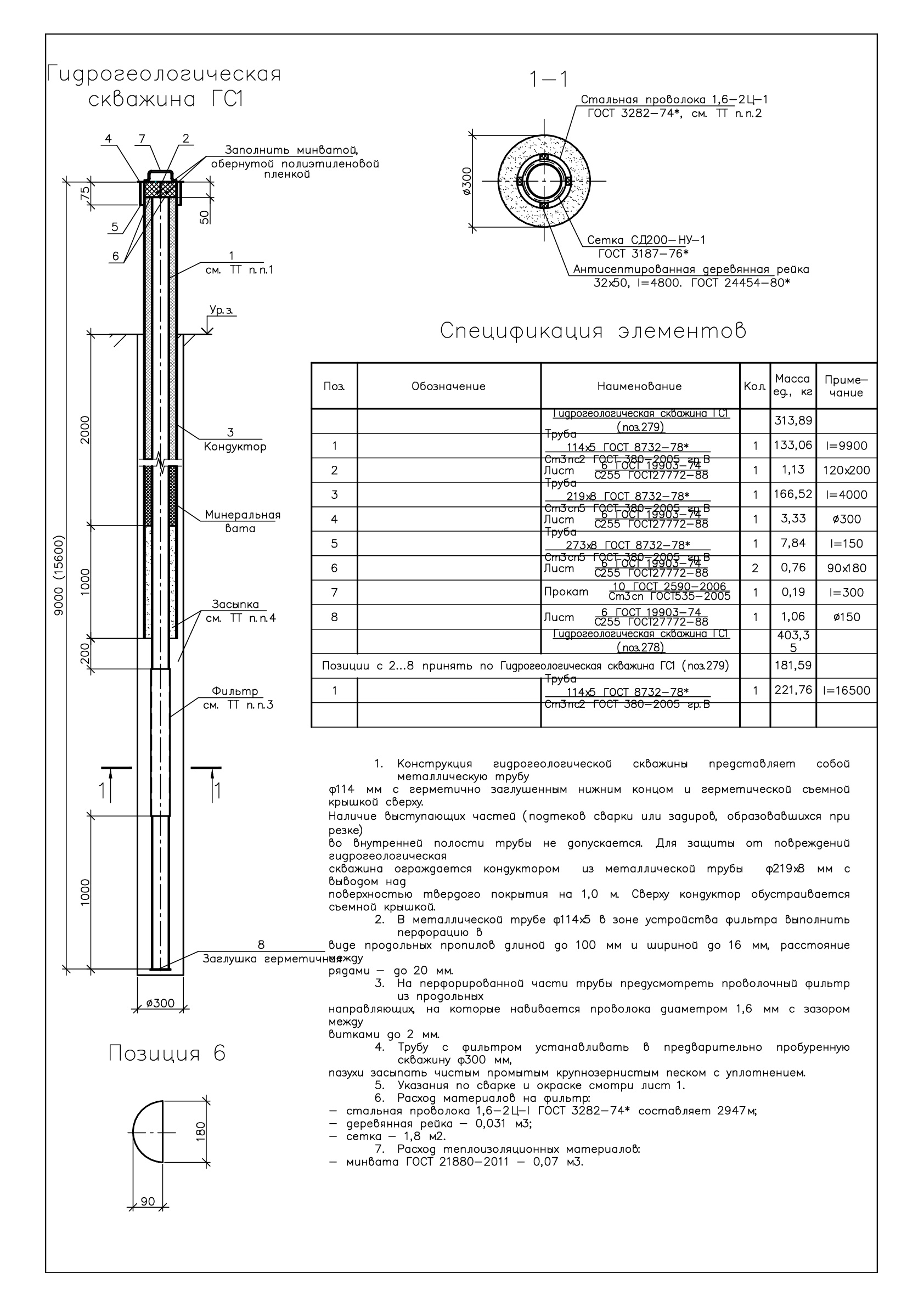
Гидрогеологическая скважина

- Кольская сверхглубокая скважина (СГ-3) — глубочайшая в мире буровая скважина, расположена в Мурманской области, в 10 км к западу от города Заполярный. Находится в пределах Балтийского щита. Годы бурения 1970—1990. Глубина 12262 м. План 15000 м.
- КТБ-Оберпфальц, Бавария, Германия. Годы бурения 1990—1994. Глубина 9900 м[3].
- Берта Роджерс, США. Годы бурения 1973—1974. Глубина 9583 м.
- КТБ-Хауптборунг, Германия. Глубина 9100 м.
- Юниверсити, США. Глубина 8686 м.
- Цистердорф, Австрия. Глубина 8553 м.
- Ен-Яхинская сверхглубокая скважина (СГ-7) расположена в Западной Сибири — в 70 км восточнее города Новый Уренгой, между Песцовым и Ен-Яхинским газоконденсатными месторождениями. Годы бурения 2000—2006. Глубина 8250 м. План 6900 м. Была последней в России действующей сверхглубокой скважиной.

## Средняя глубина скважин
Средняя глубина добывающих скважин на данный момент в различных нефтегазовых провинциях Российской Федерации составляет 1500—3000 м, в перспективе из-за выработанности существующей ресурсной базы углеводородов России она растёт и может достигнуть значения 4000—6000 м. На конец 2017 года средняя глубина новых скважин приближалась к 3 км. С ростом глубины увеличиваются расходы на их бурение и себестоимость добычи нефти и газа.
В СССР пробурены скважины с длиной ствола больше 12 км, но меньшей глубиной по вертикали — это скважины с горизонтальным окончанием. На сегодняшний день самая протяжённая скважина с горизонтальным окончанием имеет протяжённость более 13 км (месторождение Чайво, проект «Сахалин-1»).
Глубина бурения скважин океанских недр может достигать 10 000 м и находиться на глубине до 2000 м под водой.
Скважины, используемые для водозабора, представляют собой подземное заборное сооружение, состоит из обсаженной горной выработки и оборудования для забора подземной воды.

## Гидрогеологическая скважина
Гидрогеологическая скважина используется для определения фильтрационных свойств горных пород, наблюдений за режимом подземных вод, проведения геофизических исследований.
Виды:
- пройденные через всю толщу водоносного пласта (приток воды из всей водной толщи)
- незавершённые, забой которых не доведён до подошвы водоносного горизонта.

Глубина скважин от 1 метра до 1000 метров и более. Конструкция обеспечивает размещение водоподъёмного оборудования и включает первую обсадную колонну, изолирующую верхнюю часть скважины от рыхлых пород, ряд обсадных колонн (кондуктор, промежуточные колонны), фильтр (иногда с сальниками), отстойник. В качестве обсадных колонн используют стальные обсадные трубы диаметром 73—146 мм и 114—508 мм. Фильтр предназначен для закрепления стенок водоприёмной части скважин в рыхлых водоносных породах, задержания частиц водоносной породы и пропуска в скважину воды. Он состоит из каркаса (трубы с круглой или щелевой перфорацией, пластмассовой трубы или стержневого каркаса) и фильтрующей оболочки (проволочная обмотка, сетки, иногда гравий).
До проведения гидрогеологических исследований прискважинная зона водоносного горизонта приводится к условиям, близким к естественным, путём интенсивной предварительной прокачки. После проведения гидрогеологических исследований скважины ликвидируют путём тампонирования либо передают службе предприятий для продолжения гидрорежимных наблюдений.